# Pierídeos
Pierídeos (Pieridae) é uma família de insectos da ordem Lepidoptera.
A família contém 76 géneros e aproximadamente 1100 espécies, a maioria da África tropical e Ásia. A maioria das borboletas desta família têm coloração branca, amarela ou laranja, por vezes com pintas pretas. Os pigmentos que lhes dão as cores distintivas são derivadas de produtos de excreção no corpo e são característicos desta família.
Os sexos usualmente diferem, muitas vezes no padrão ou no número de pintas pretas.
As larvas de alguma espécies, como Pieris brassicae e Pieris rapae, vistas habitualmente em jardins, são notórias pestes agrícolas.

## Classificação
Os membros desta família possuem nervura radial nas asas anteriores, com 3 ou 4 ramificações, raramente 5. As patas anteriores são bem desenvolvidas em ambos os sexos, ao contrário dos membros da família Nymphalidae e as garrs são bífidas, ao contrário dos membros da família Papilionidae.
Como as Papilionidae, as Pieridae também têm as suas pupas suspensas angularmente por um espartilho de seda.

## Subfamílias
A família Pieridae é geralmente dividida nas seguintes subfamílias:
- Dismorphiinae (6 géneros) - a maioria neotropical; este grupo incluí várias espécies miméticas. As plantas hospedeiras são da família Fabaceae.[2]
- Pierinae (55 géneros) - brancas, amarelas, pontas laranja; muitas das espécies são fortes migradoras; As plantas hospedeiras são das famílias Capparidaceae, Brassicaceae, Santalaceae e Loranthaceae.[2]
- Coliadinae (14 géneros) - cor sulfurosa/amarela; muitas das espécies possuem dimorfismo sexual; algumas, como as do género Colias possuem padrões alares que apenas são visíveis em luz ultravioleta.[2]
- Pseudopontiinae - a única espécie desta subfamília, Pseudopontia paradoxa, é endémica da África oriental

De acordo com o estudo de filogenética molecular de Braby et al. (2006), as relações dos grupos-irmãos são: ((Dismorphiinae+Pseudopontiinae)+(Coliadinae+Pierinae)).

## Algumas espécies que são pestes
- Colias eurytheme
- Colias philodice
- Pieris rapae
- Pieris brassicae
- Pieris brassicae wollastoni[1]